# إدنا باي
مدينة إدنا باي (بالإنجليزية: Edna Bay)‏ هي مدينة في جزيرة كوشيوسكو في الولايات المتحدة الأمريكية.
تقع إحصائيا في منطقة إحصاء برينس أوف ويلز – هايدر في ولاية ألاسكا.
وهي المدينة الوحيدة المأهولة في جزيرة كوشيوسكو. تعتمد على صيد السمك.